# Anna Próchniak
Anna Próchniak (Lublin, 22 de diciembre de 1988) es una actriz polaca de cine y televisión.

## Carrera
Es hija de un profesor académico. En 2013, se graduó en artes dramáticas en la Escuela Superior de Cine, Televisión y Teatro Leon Schiller. Un año antes había hecho su debut en la pantalla grande en la película No Shame, dirigida por Filip Marczewski, donde interpretó a Irmina. En la película actuó junto a Mateusz Kościukiewicz. Por este papel fue nominada para el premio “El Pato de oro”. En 2014 formó parte del elenco de la película Ciudad 44, dirigida por Jan Komasa, donde interpretó al personaje de Kama. En septiembre de 2014, durante el 39.º Festival de Cine de Gdynia, por su papel de Kama, recibió el premio Elle Rising Star. En 2017 interpretó a Kaja en la película británica Bad Day for the Cut del director Chris Baugh.

## Filmografía seleccionada
- 2022 - Desfile de corazones (Magda)
- 2017 - Belle Epoque (serie de TV)
- 2017 - Bodo
- 2017 - Bad Day for the Cut
- 2015 - Krew z krwi (serie de TV)
- 2014 - Na krawedzi (serie de TV)
- 2014 - Obywatel
- 2014 - Ciudad 44
- 2013 - Prawo Agaty (serie de TV)
- 2013 - Indeleble
- 2012 - Bez wstydu